# Erődi Jenő
Erődi Jenő, születési és 1902-ig használt nevén Ehrendiener Jenő, névváltozat: Erődy (Nagykikinda, 1882. június 2. – Budapest, 1944. december 12.) színész, ügyelő, költő, újságíró, színháztörténész, bibliográfus, lapszerkesztő. Az általa összegyűjtött anyag felhasználásával készült a Magyar színművészeti lexikon Schöpflin Aladár szerkesztésében.

## Életútja
Ehrendiener Adolf és Ehrendiener Rozália fia. Gimnáziumi tanulmányait szülővárosában végezte. 18 éves korában a temesvári Weninger-féle színésziskola növendéke volt, egy év múlva pedig a Vígszínház színésziskolájába vették fel, ahol tanára, dr. Incze Henrik felhívta figyelmét a magyar színészet történetére. Ez időtájt a színészet lexikográfiájával foglalkozott.
Előbb vidéken működött, 1902–04-ben Szabadhegyi Aladár, 1904–05-ben Micsei F. György, 1905–07-ben, illetve 1908–10-ben Makó Lajos, 1907–08-ban Palágyi Lajos társulatainál. 1912-ben dr. Bárdos Artúrnál a fővárosi Új Színház ügyelője volt, 1913-ban a Magyar Színháznál működött, 1916-tól 1931-ig a Modern Színpad és az Andrássy úti Színház ügyelője volt. Irodalmi működését 1908-ban a miskolci Színház című lapnál kezdte, majd 1916-ban a Színházi Életnél folytatta. 1917-től több fővárosi színházi lapnak is munkatársa volt. 1929-ben megírta az Országos Színészegyesület és Nyugdíjintézet 60 éves történetét. Munkatársa volt a Budapest színészettörténete című monográfiának, mely művet a főváros 1930-ra tervezte kiadni. Nagyobb dolgozatai: Petőfi, a színész (Színházi Élet, 1923. karácsony), Intim Pista Naptára (Színházi Élet, 1926. karácsony).
1925-ben az Országos Színészegyesület falinaptárát szerkesztette, majd 1926-ra ismét íróasztali formában, úttörő magyar színészek életrajzaival, az 1927. évre pedig Blaha Lujza-naptárát állította össze. 1928-ra és 1929-re ismét történelmi naptárat szerkesztett, a Nemzeti Színház történetét feltüntető falinaptárral együtt. 1930-ra lexikon-naptárt szerkesztett.
1919. május 22-én Budapesten feleségül vette Schwarz Gizellát.

## Munkái
- Magyar színművészeti lexikon, Budapest, 1929. 4 kötetben. Az Országos Színészegyesület kiadása.

### Kéziratban
- A magyar színészet humora